# Ốc tù và
Ốc tù và (Danh pháp khoa học: Charonia), hay còn gọi là ốc hoàng hậu, ốc nữ hoàng, là một chi gồm đa dạng các loài ốc trong họ Charoniidae thường gặp ở Việt Nam, Ấn Độ Dương và Thái Bình Dương Nhiều loài trong chi này có giá trị kinh tế, vỏ của chúng được sử dụng làm đồ trang trí. Kích thước của loài ốc này từ 23–35 cm. Con to nhất có kích thước dài 42 cm và nặng gần 6 kg.

## Đặc điểm
Những loại ốc này có dạng kèn, lớn và nặng và. Mặt ngoài màu kem, có nhiều vân màu nâu đậm và nâu nhạt. Nhiều đường xoắn ốc nổi rõ từ miệng đến đỉnh. Miệng lớn màu hồng nâu, càng gần mép càng nhạt màu, mép ngoài gợn sóng. Ăn sao biển gai. Sống ở vùng dưới triều đáy mềm, ven các rạn san hô, có khi xuống sâu 20 - 30m. Nhiều loài trong chi này có độc tố, độc tố của ốc tù và, ốc tù và gai miệng đỏ là tetrodotoxin. Ốc tù và chỉ sinh sản tự nhiên.
Ở Việt Nam có loại ốc tù và vân nâu (Charonia tritonis) là loài ốc quý, có giá trị mỹ nghệ cao. Ở Việt Nam, loài ốc này chỉ sinh sống ở vùng biển Quảng Ngãi (đảo Lý Sơn), Khánh Hòa (vùng biển cạnh đảo Hòn Mun và Hòn Tre). Vì thế, từ nhiều năm nay ốc tù và trong vùng biển Nha Trang đang bị khai thác triệt để. 10 năm qua các nhà khoa học của Viện đã không tìm thấy ốc tù và trong khu vực vịnh Nha Trang.

## Loài và phân loài
Các loài sau đây được ghi nhận thuộc chi Charonia gồm:
- Charonia guichemerrei Lozouet, 1998 †
- Charonia lampas (Linnaeus, 1758)
- Charonia marylenae Petuch & Berschauer, 2020
- Charonia seguenzae (Aradas & Benoit, 1872)
- Charonia tritonis (Linnaeus, 1758)
- Charonia variegata (Lamarck, 1816) - Caribbean Triton's trumpet
- Charonia veterior  Lozouet, 1999 †

Các loài đồng nghĩa
- Charonia capax Finlay, 1926: syn. Charonia lampas (Linnaeus, 1758)
- Charonia digitalis (Reeve, 1844): syn. Maculotriton serriale (Deshayes, 1834)
- Charonia eucla Hedley, 1914 : syn. Charonia lampas (Linnaeus, 1758)
- Charonia eucla instructa Iredale, 1929: syn. Charonia lampas (Linnaeus, 1758)
- Charonia grandimaculatus Reeve: syn. Lotoria grandimaculata (Reeve, 1844)
- Charonia maculosum Gmelin: syn. Colubraria maculosa (Gmelin, 1791) (new combination)
- Charonia mirabilis Parenzan, 1970: syn. Charonia lampas (Linnaeus, 1758)
- Charonia nodifera(Lamarck, 1822): syn. Charonia lampas (Linnaeus, 1758)
- Charonia poecilostoma Smith, 1915: syn. Ranella gemmifera (Euthyme, 1889)
- Charonia powelli Cotton, 1957 : syn. Charonia lampas (Linnaeus, 1758)
- Charonia rubicunda (Perry, 1811): syn. Charonia lampas (Linnaeus, 1758)
- Charonia sauliae (Reeve, 1844): syn. Charonia lampas (Linnaeus, 1758)
- Charonia seguenzae''(Aradas & Benoit, 1872)  synonym of Charonia variegata (Lamarck, 1816)
- Charonia variegatus Reeve: syn. Charonia variegata (Lamarck, 1816)

## Hình ành

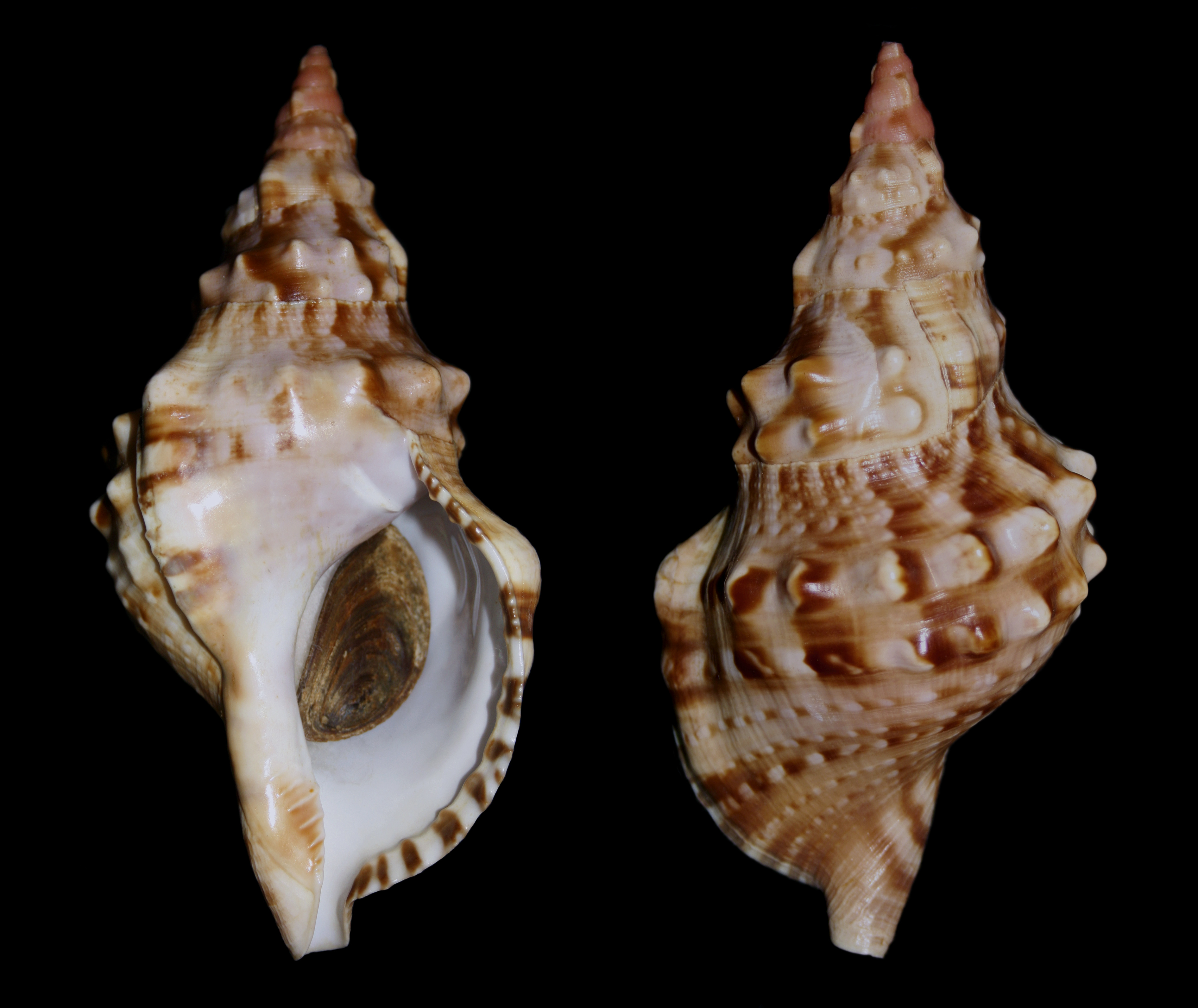
Charonia lampas
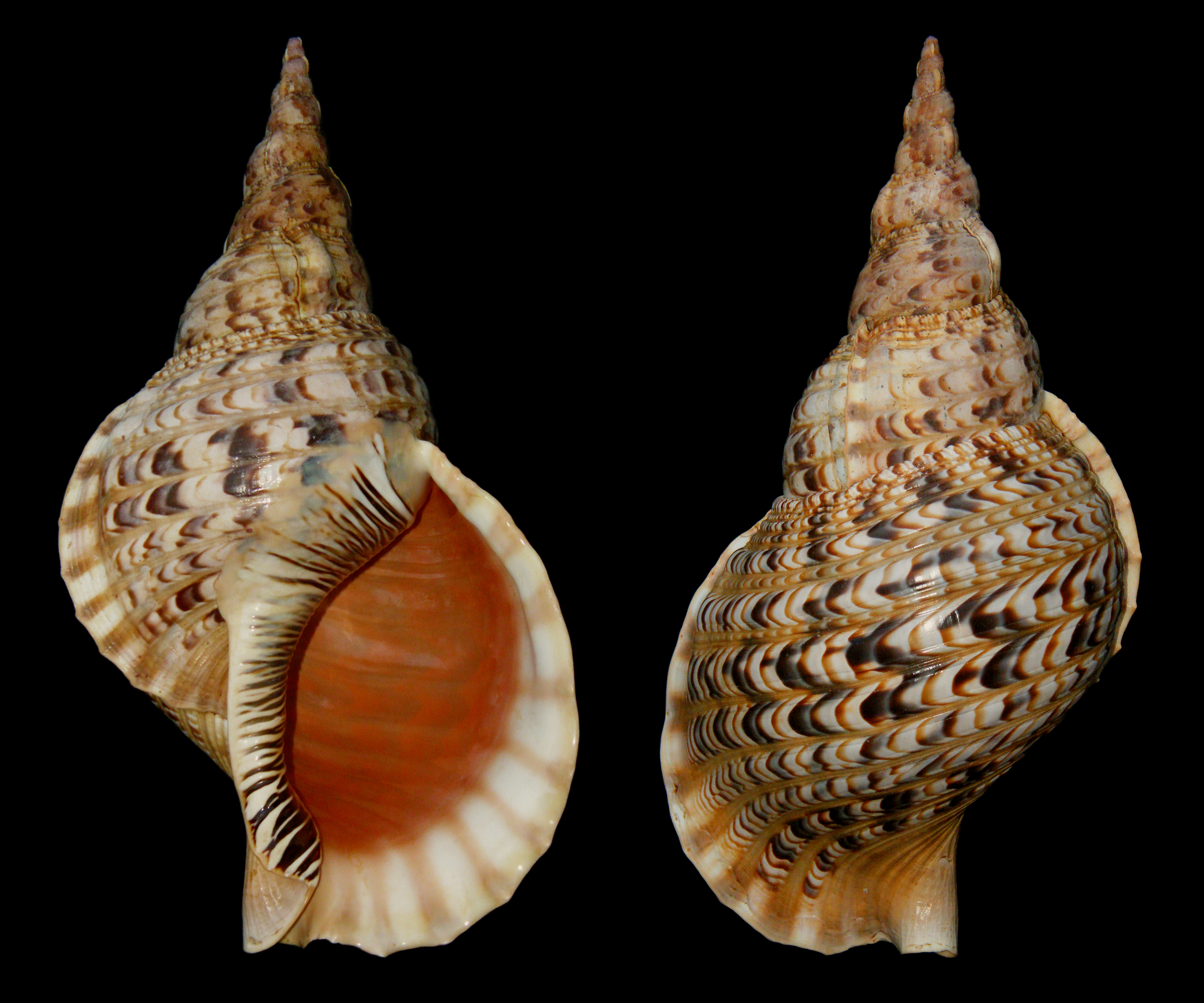
Charonia tritonis
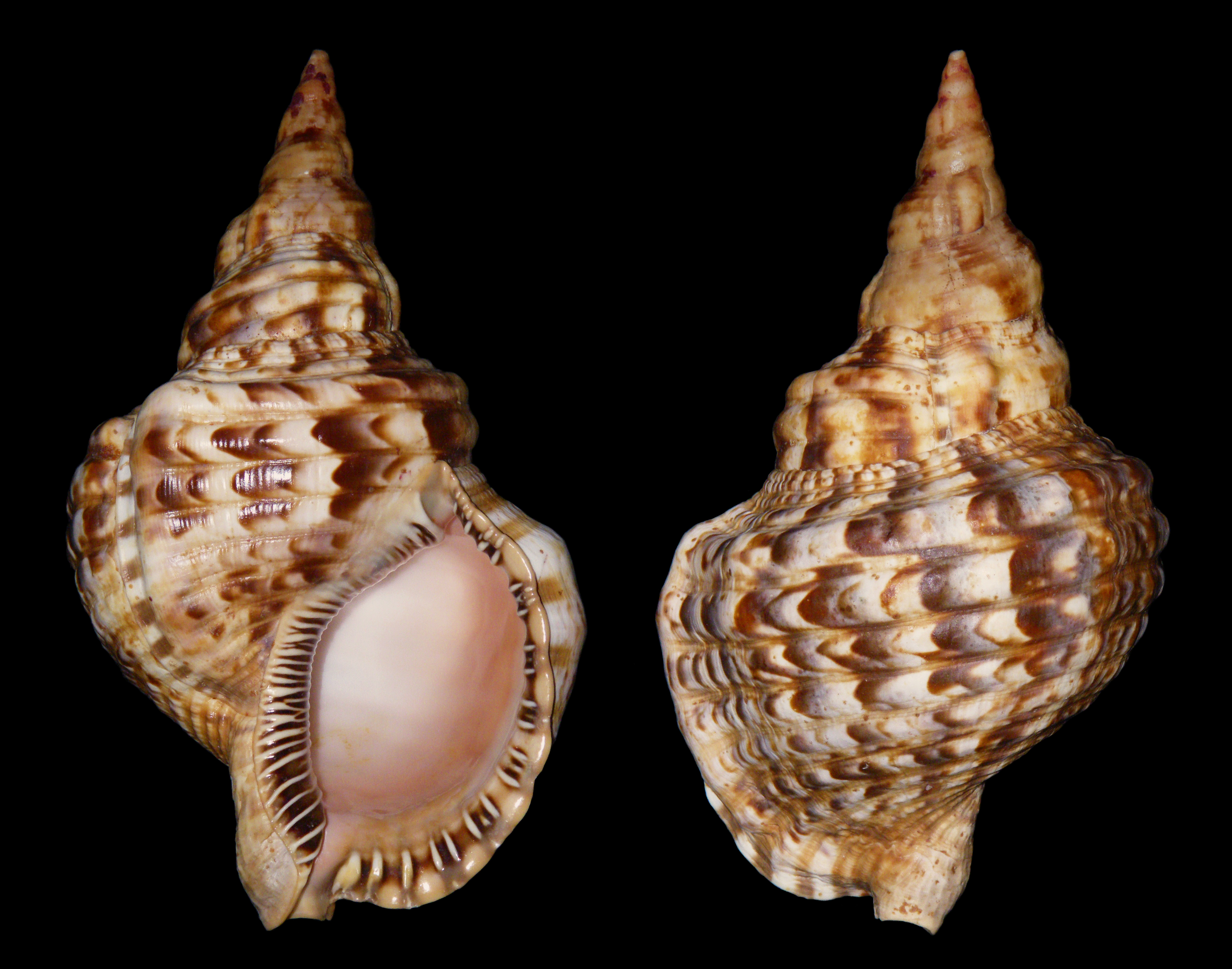
Charonia variegata
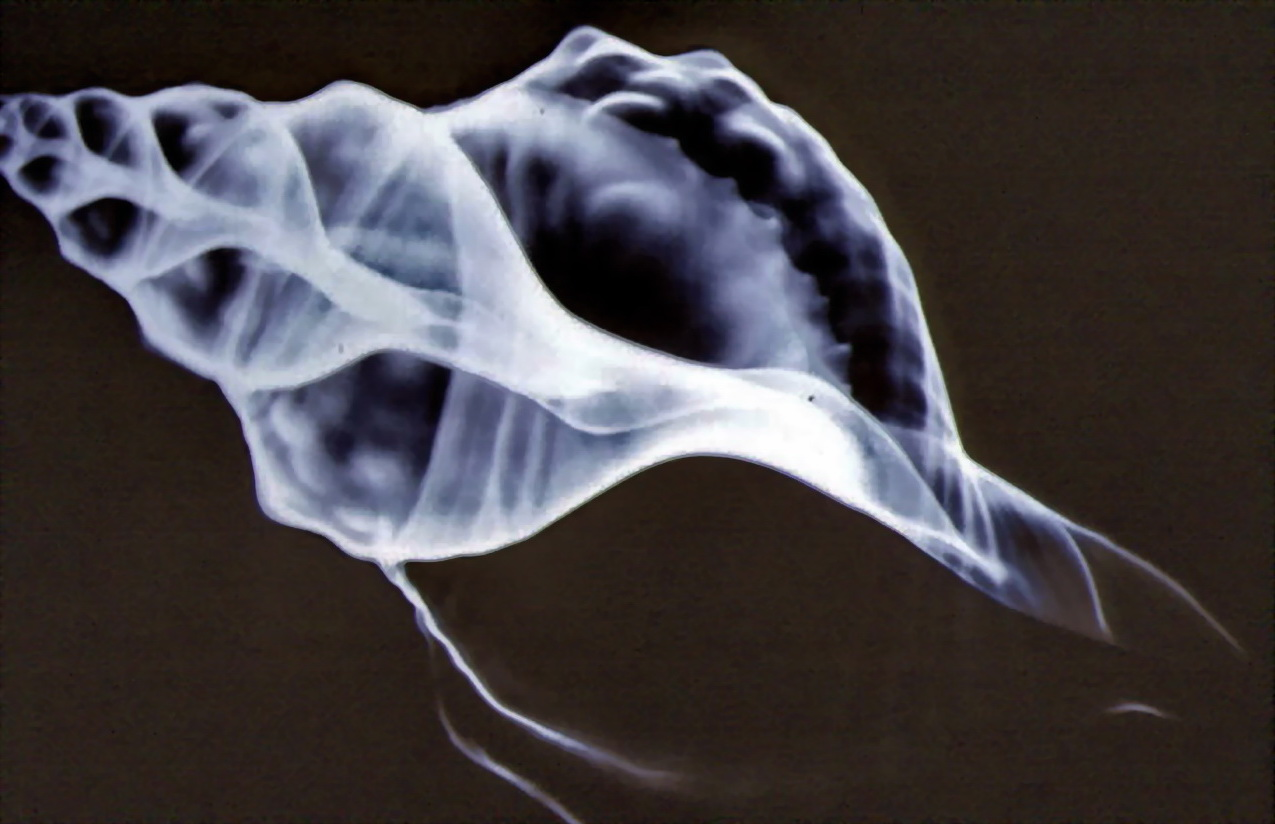
X-ray image of the shell of Charonia lampas
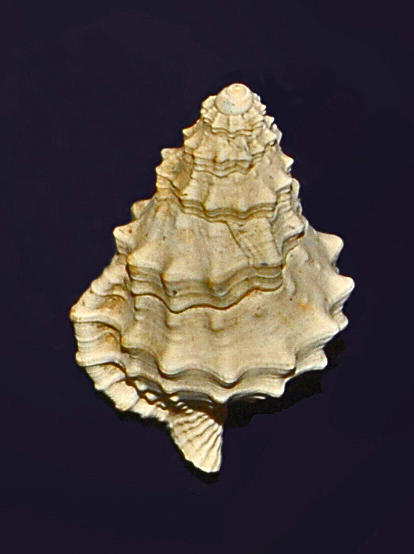
Fossil shell of Charonia appenninica from Pliocene of Italy